# Halbinsel Puhtu
Die Halbinsel Puhtu (estnisch Puhtu poolsaar; historischer deutscher Name Pucht) liegt im Westen der Republik Estland im Kreis Pärnu. Sie bildet den südöstlichen Zipfel der Halbinsel Virtsu. Die Entfernung zum Fährhafen Virtsu (deutsch Werder) beträgt etwa zwei Kilometer.

## Beschreibung

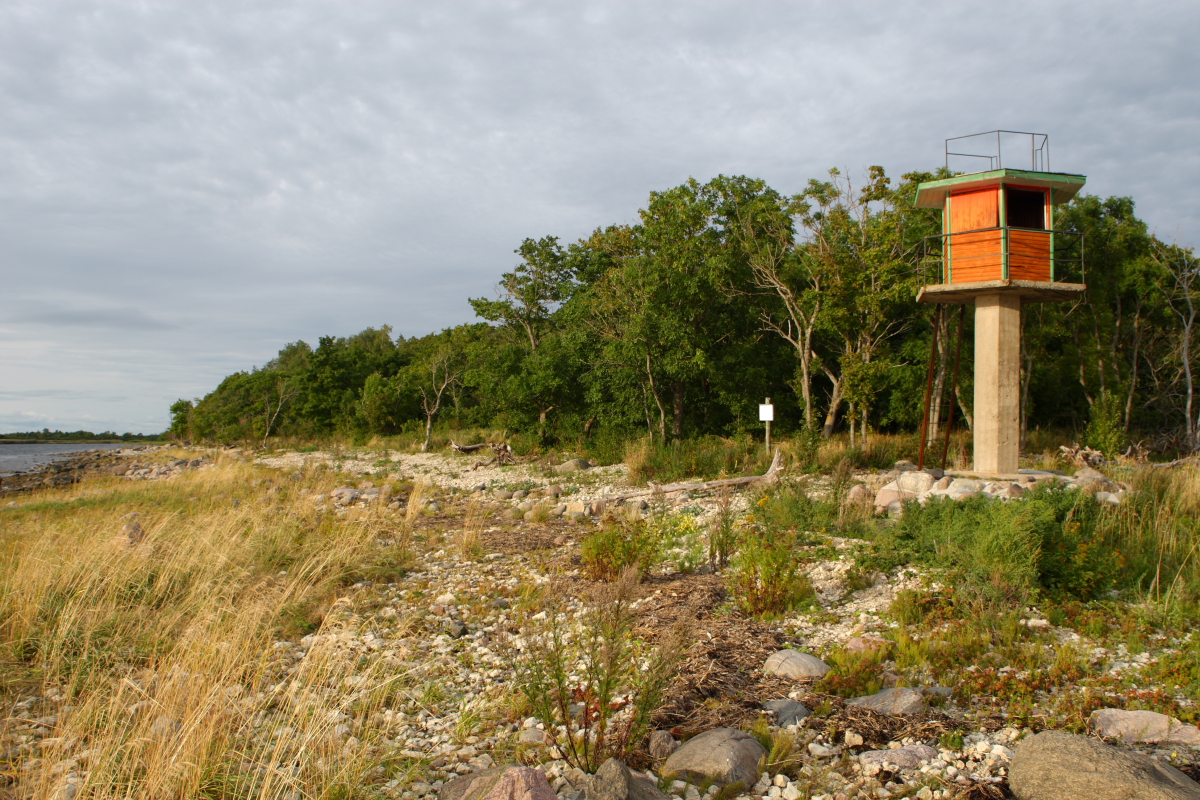
Ornithologischer Beobachtungsturm

Der Holm Puchten (bzw. Holm zum Pucht; estnisch Puhtulaid) entstand erst vor ca. 2000 Jahren aus dem Meer. Er wurde erstmals 1478 urkundlich erwähnt. Damals gehörte die Gegend der adligen deutschbaltischen Familie Uexküll. Die frühere Insel wurde erst im 19. Jahrhundert durch Hebung des Landes zur Halbinsel. Zuvor war die Gegend über einen Steindamm mit dem Festland verbunden.
Die Fläche von Puhtu beträgt heute etwa neunzig Hektar. Auf der artenreichen Halbinsel herrscht Mischwald vor. Die Natur am Rande der Ostsee dient etwa 160 verschiedenen Vogelarten als Nist- und Aufenthaltsplatz. Puhtu liegt auf der Zugstrecke vieler arktischer Vögel wie Eisente, Seetaucher, Trauerente und Samtente, die dort Rast machen. Die Gegend gehört zum ausgedehnten Schutzgebiet Puhtu-Virtsu-Kaitseala.

## Besiedlung
In der ersten Hälfte des 18. Jahrhunderts wurden die ersten Gebäude auf Puhtu sowie ein Park im holländischen Stil errichtet. Der Eigentümer des nahegelegenen Guts von Vana-Virtsu, der Landrat Carl Thure von Helwig (1741–1810), ließ Ende des 18. Jahrhunderts auf der Halbinsel eine Anlage mit Sommerhäuschen im chinesischen Stil für sich und seine Familie bauen. Hinzu kamen ab 1797 von Skulpturen gesäumte Alleen, die der Kunst- und Kulturmäzen anlegen ließ. Außerdem errichtete Carl Thure von Helwig im Osten von Puhtu einen Familienfriedhof.
Während des Ersten Weltkriegs nutzte die zaristische Armee die Bucht als Start- und Landeplatz für Wasserflugzeuge. Die Militärs wohnten in den deutsch-baltischen Sommerhäusern. Bei ihrem Rückzug zerstörten sie zahlreiche Gebäude sowie die Gräber der Familie von Helwig.
Nach Gründung der Republik Estland erwarb 1927 der Baron Jakob Johann von Uexküll (1864–1944) Puhtu. Er war einer der bekanntesten Zoologen seiner Zeit. Zwischen 1929 und 1939 verbrachte er auf Puhtu regelmäßig die Sommermonate. An der Südspitze der Halbinsel ließ er ein Sommerhaus errichten. Im Herbst 1989 weihte sein Enkel Carl Wolmar Jakob von Uexküll (* 1944), der  Gründer des Right Livelihood Award, an der Biologiestation von Puhtu eine Gedenktafel in estnischer und deutscher Sprache für seinen Großvater ein.
1934 gewann Jakob Johann von Uexküll den Hobby-Ornithologen Graf Alexander von Keyserlingk (1895–1995) als Verwalter von Puhtu. Dieser lebte dort bis 1939. Er wurde vor allem durch seine Zucht von Fasanen und Nutria bekannt.
1939, kurz vor Ausbruch des Zweiten Weltkriegs, stellte die estnische Regierung Puhtu unter Naturschutz. Nach dem Krieg wurde Puhtu der Staatlichen Universität Tartu unterstellt, kurze Zeit später der Akademie der Wissenschaften. Sie eröffnete auf der Halbinsel eine ornithologische Beobachtungsstation. An den Gründer der Station, den estnischen Biologen Eerik Kumari (1921–1984), erinnert seit 1987 eine Gedenktafel. In den 1960er Jahren entstand ein Turm zur Vogelbeobachtung.
Seit 1995 gehört die Halbinsel Puhtu zum Nationalpark Matsalu. Die ornithologische Station wird seit 1997 von der Estnischen Universität der Umweltwissenschaften (Eesti Maaülikool) betrieben.
Das Gästehaus von Puhtu bietet Vogelbeobachtern Übernachtungsmöglichkeiten.

## Schiller-Denkmal

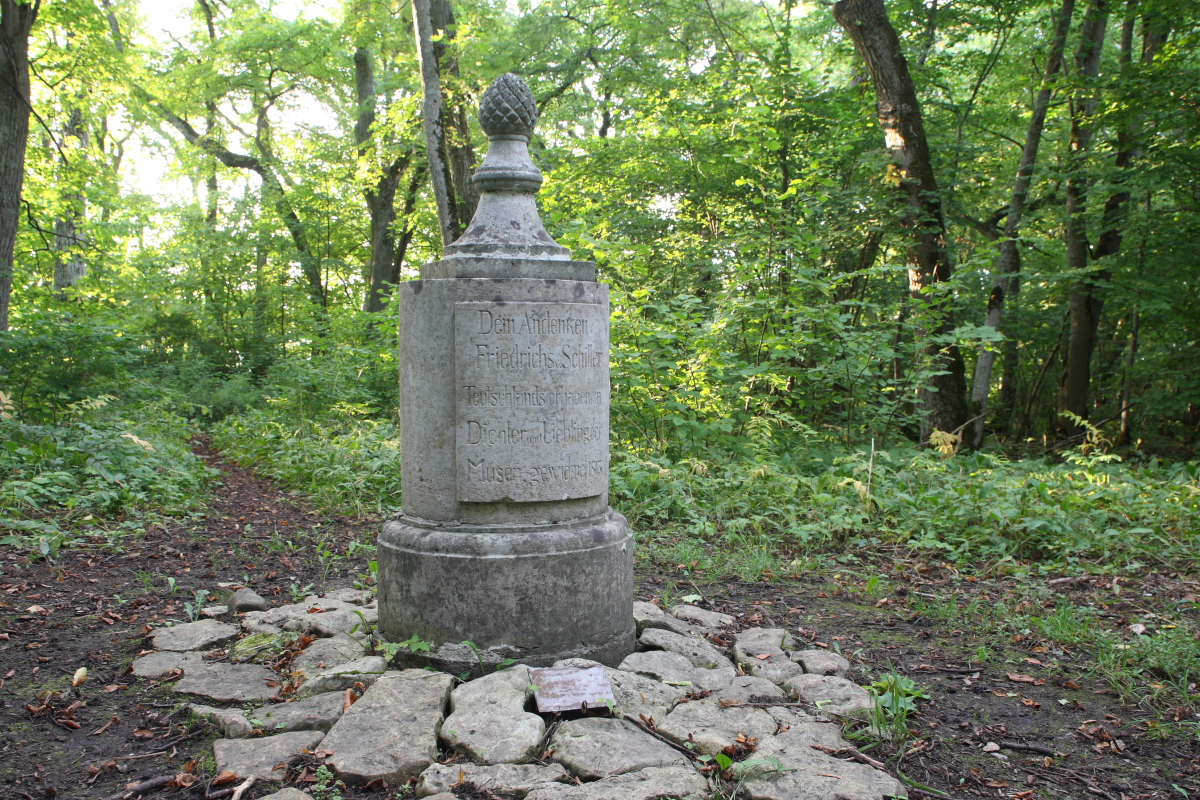
Schiller-Denkmal

1813 ließ vermutlich die jüngste Tochter Carl Thure von Helwigs, Dorothea Augusta von Rosen (geb. von Helwig, 1781–1826), im Wald von Puhtu ein Denkmal für Friedrich Schiller aufstellen. Schiller war ein Freund der Familie gewesen. Der Entwurf stammt noch Carl Thure von Helwig. 1905 wurde es zum 100. Todesjahr des Dichters renoviert.
Das kleine Monument ist das älteste erhaltene Schiller-Denkmal weltweit.
Das Denkmal wurde während des Zweiten Weltkriegs stark beschädigt und 1958 restauriert. Das Original befindet sich seit 1991 im Läänemaa Muuseum von Haapsalu. 1958 wurde an der Originalstelle eine Kopie aufgestellt.
Das Original-Denkmal, das heute im Läänemaa Muuseum zu sehen ist, trägt die Inschrift:
Vorderseite:
Dem Andenken
Friedrichs v. Schiller
Teutschlands erhabenem
Dichter und Liebling der
Musen, gewidmet 1813.
Rückseite:
Die Dichtkunst reicht dir
ihre Gütterrechte
schwingt sich mit dir den
ew'gen Sternen zu.
Mit einer Glorie hat sie
dich umgeben
Du schufst fürs Herz, du
wirst unsterblich leben.
Der Text der Rückseite ist ein leicht abgewandeltes Zitat aus Schillers Drama „Die Jungfrau von Orleans“.

## Bilder

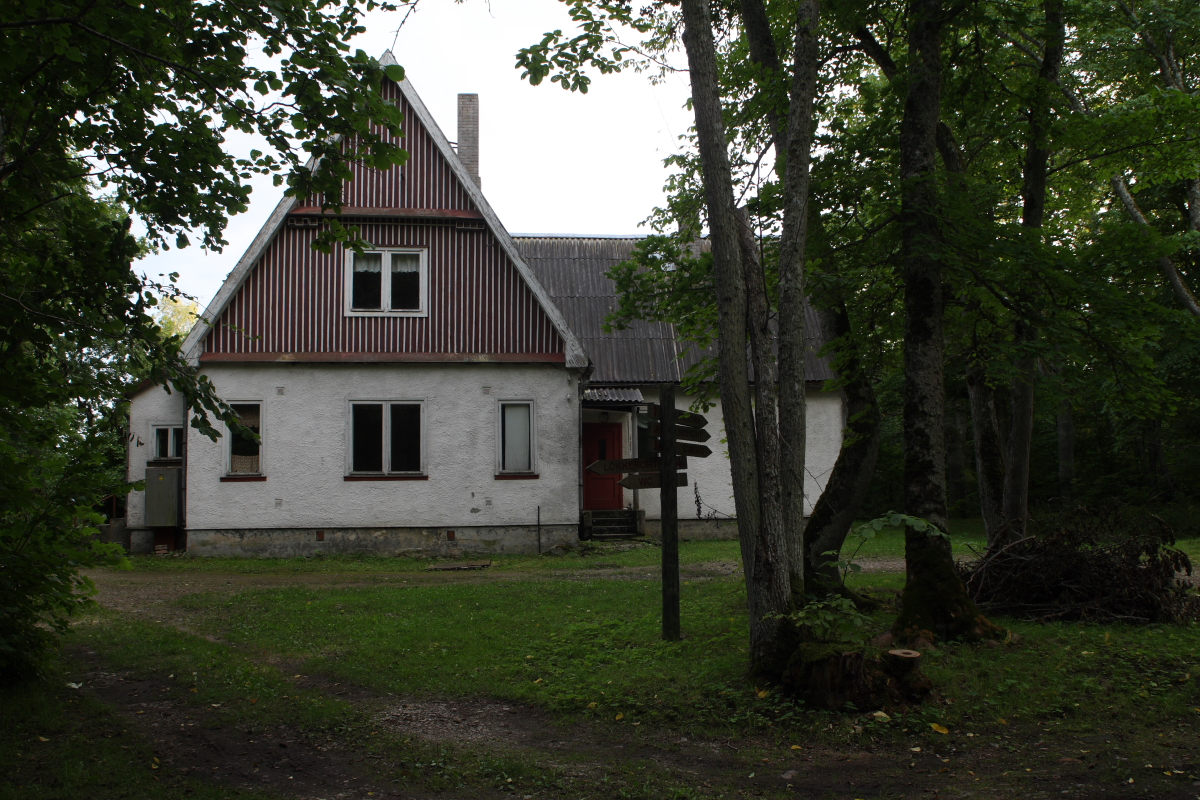
Das sog. Baron-Haus aus den 1920er Jahren, heute Hauptgebäude der biologischen Station
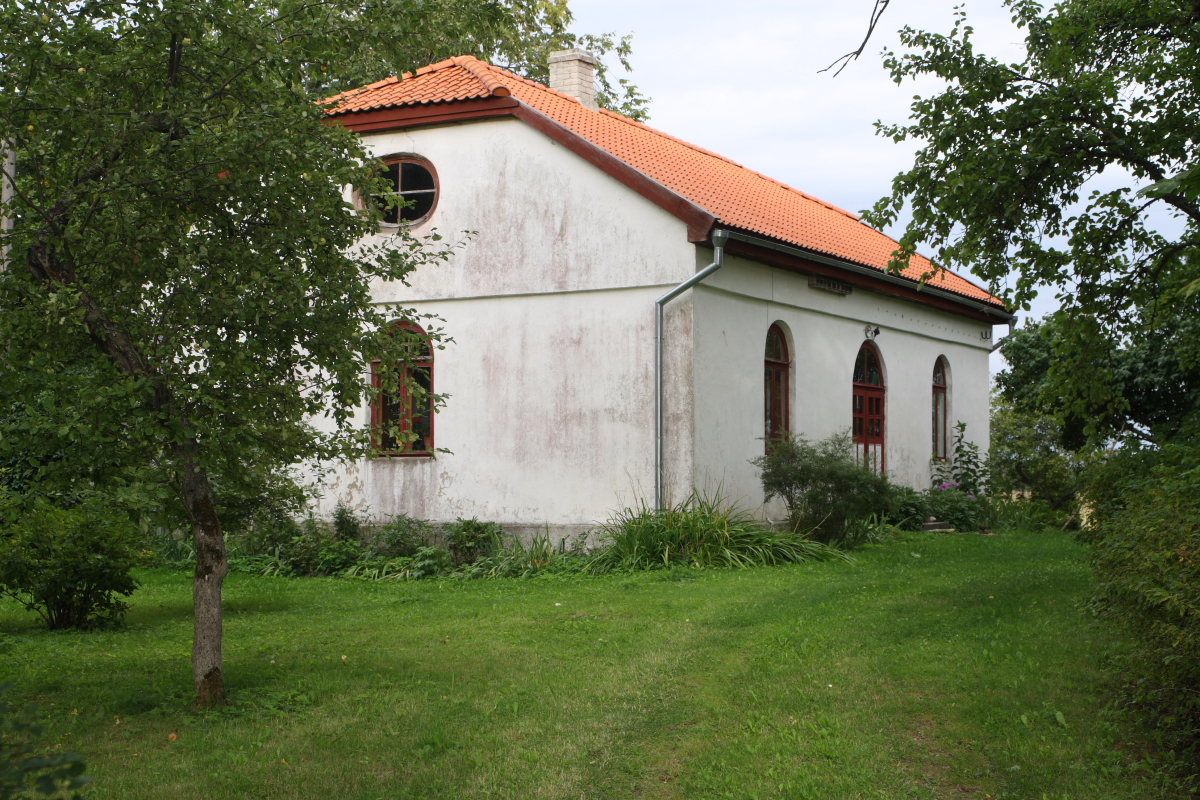
Das Wachhäuschen, das sog. Grafen-Haus aus den 1850er Jahren
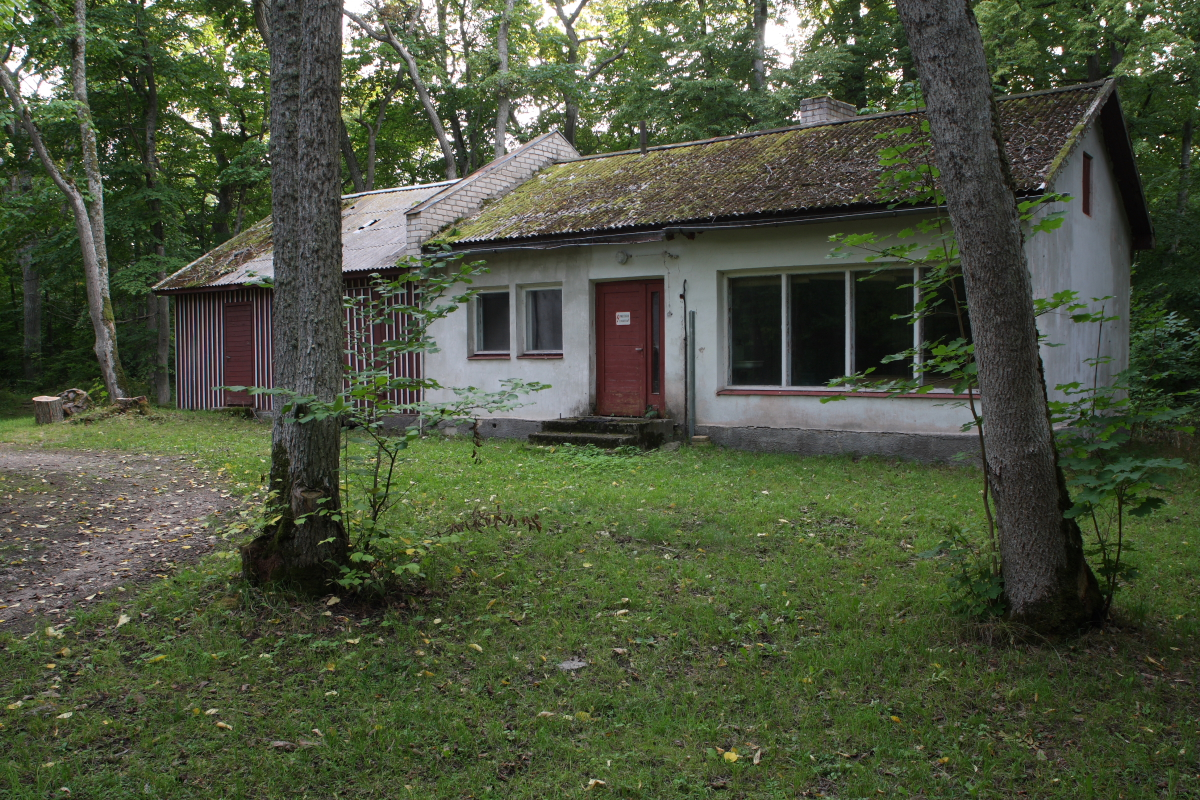
Laborgebäude der biologischen Station aus den 1960er Jahren
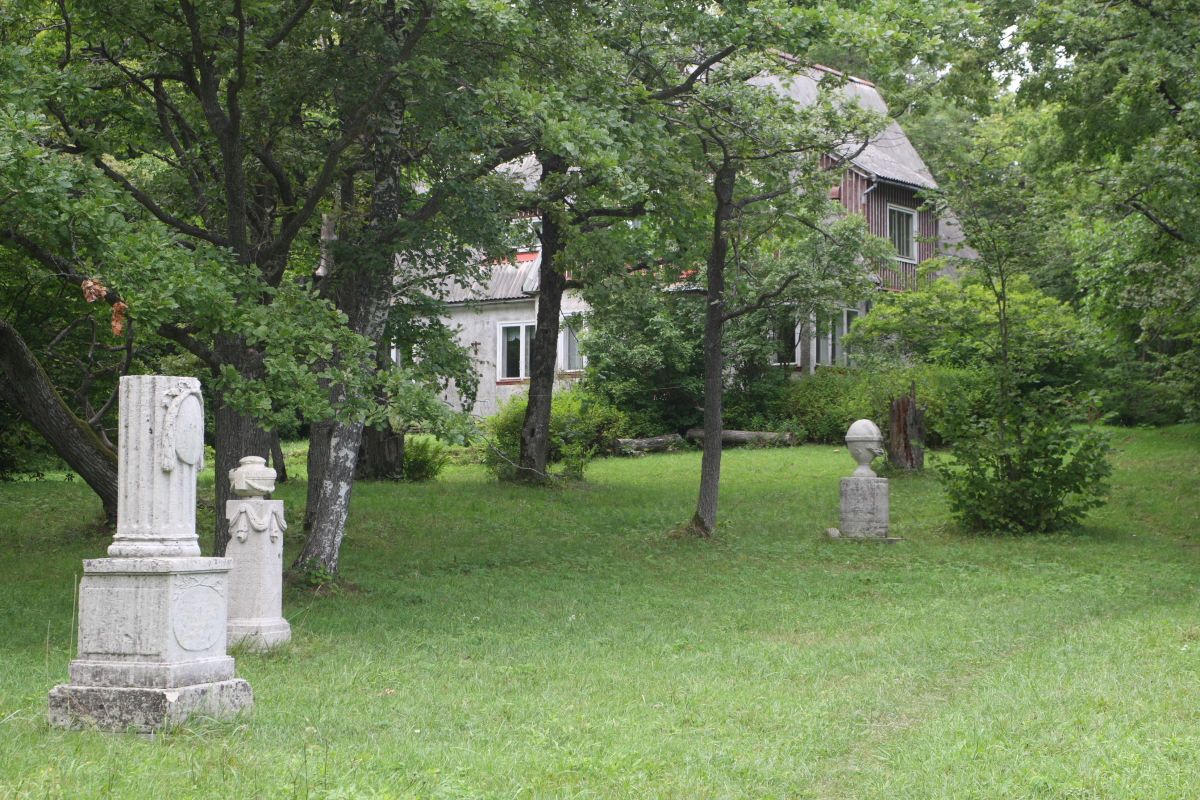
Skulpturengarten
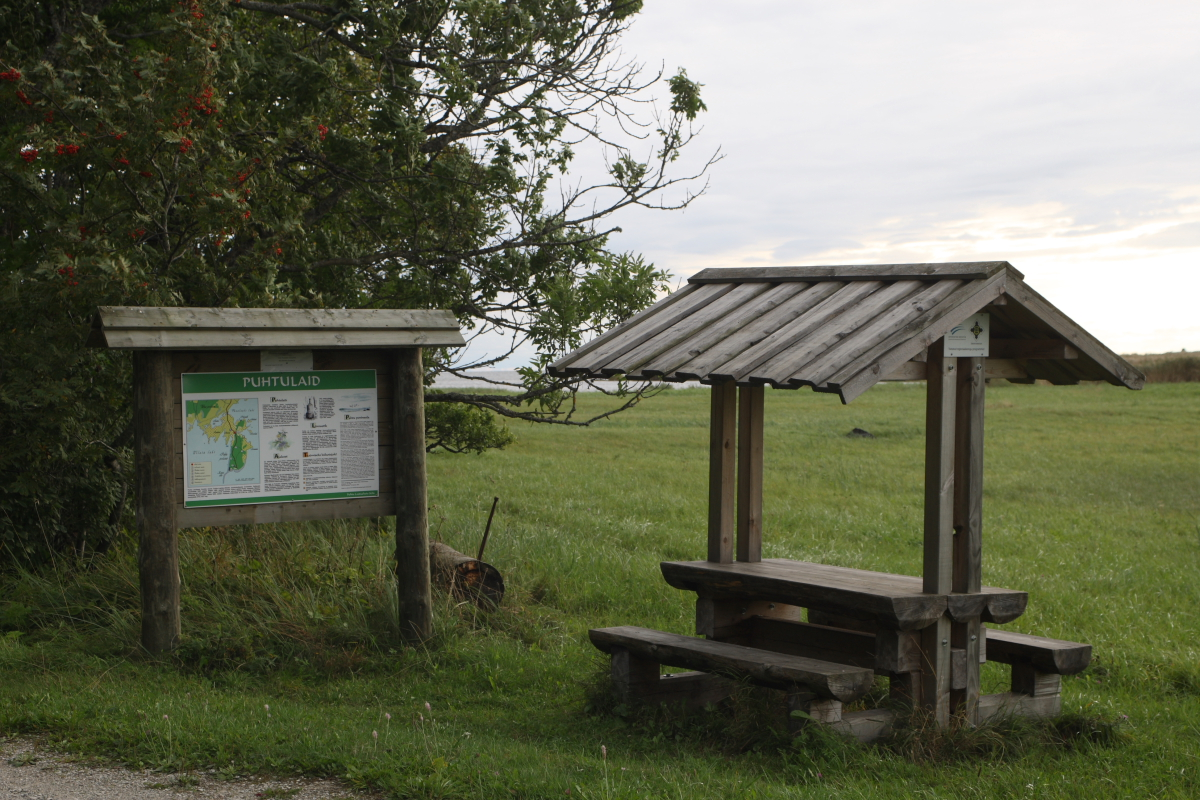
Informationstafel
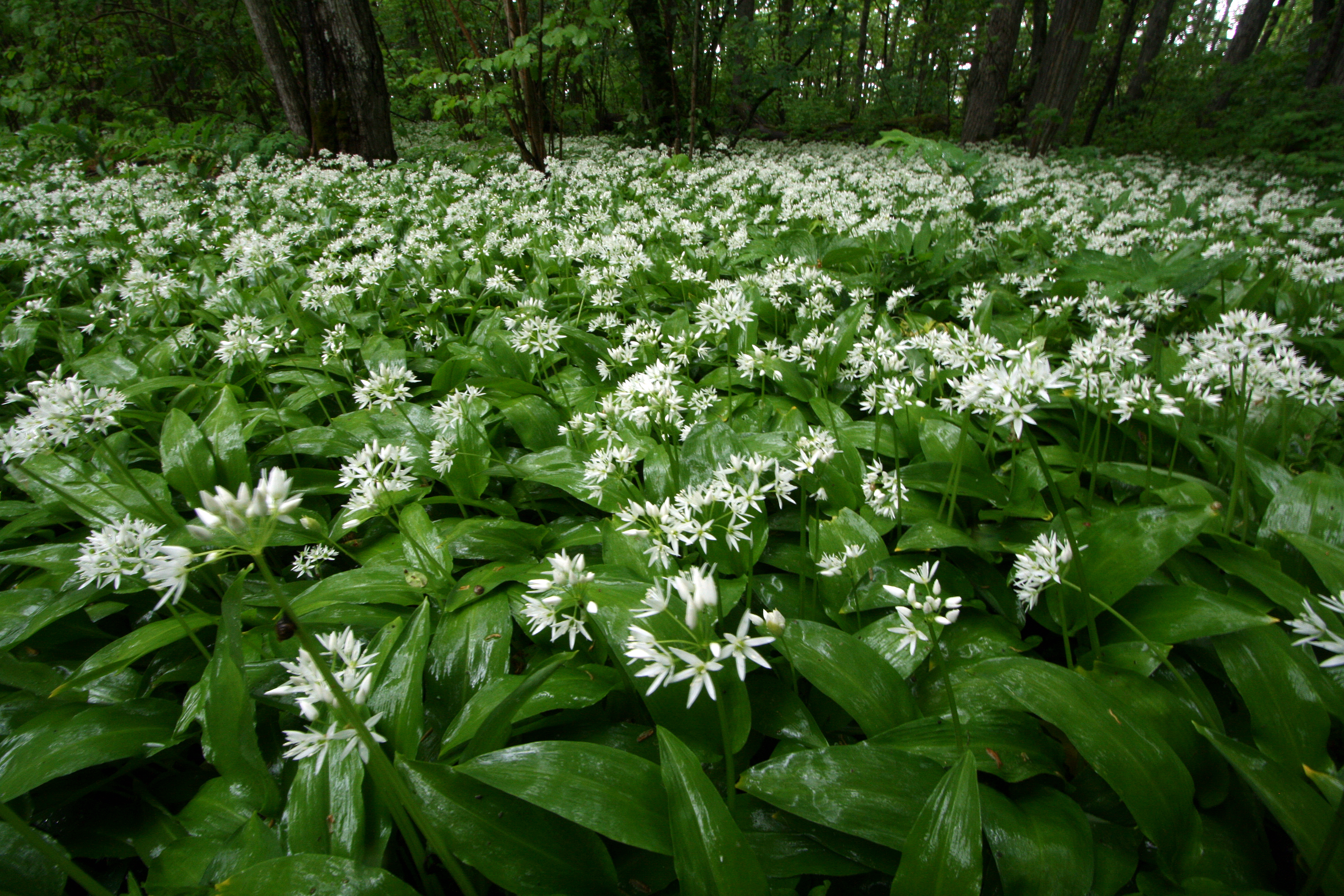
Blühender Bärlauch